# تایلر جانسون (بازیکن بسکتبال)
تایلر جانسون (انگلیسی: Tyler Johnson؛ زادهٔ ۷ مهٔ ۱۹۹۲) یک بازیکن بسکتبال اهل ایالات متحده آمریکا است.
از باشگاه‌هایی که در آن بازی کرده‌است می‌توان به میامی هیت اشاره کرد.